# Sevskij rajon
Il Sevskij rajon (in russo Севский район?) è un rajon dell'Oblast' di Brjansk, nella Russia europea; il capoluogo è Sevsk. Istituito nel 1929, ricopre una superficie di 1.220 chilometri quadrati e nel 2010 ospitava una popolazione di 17.451 abitanti.